# Shusshaka-ji

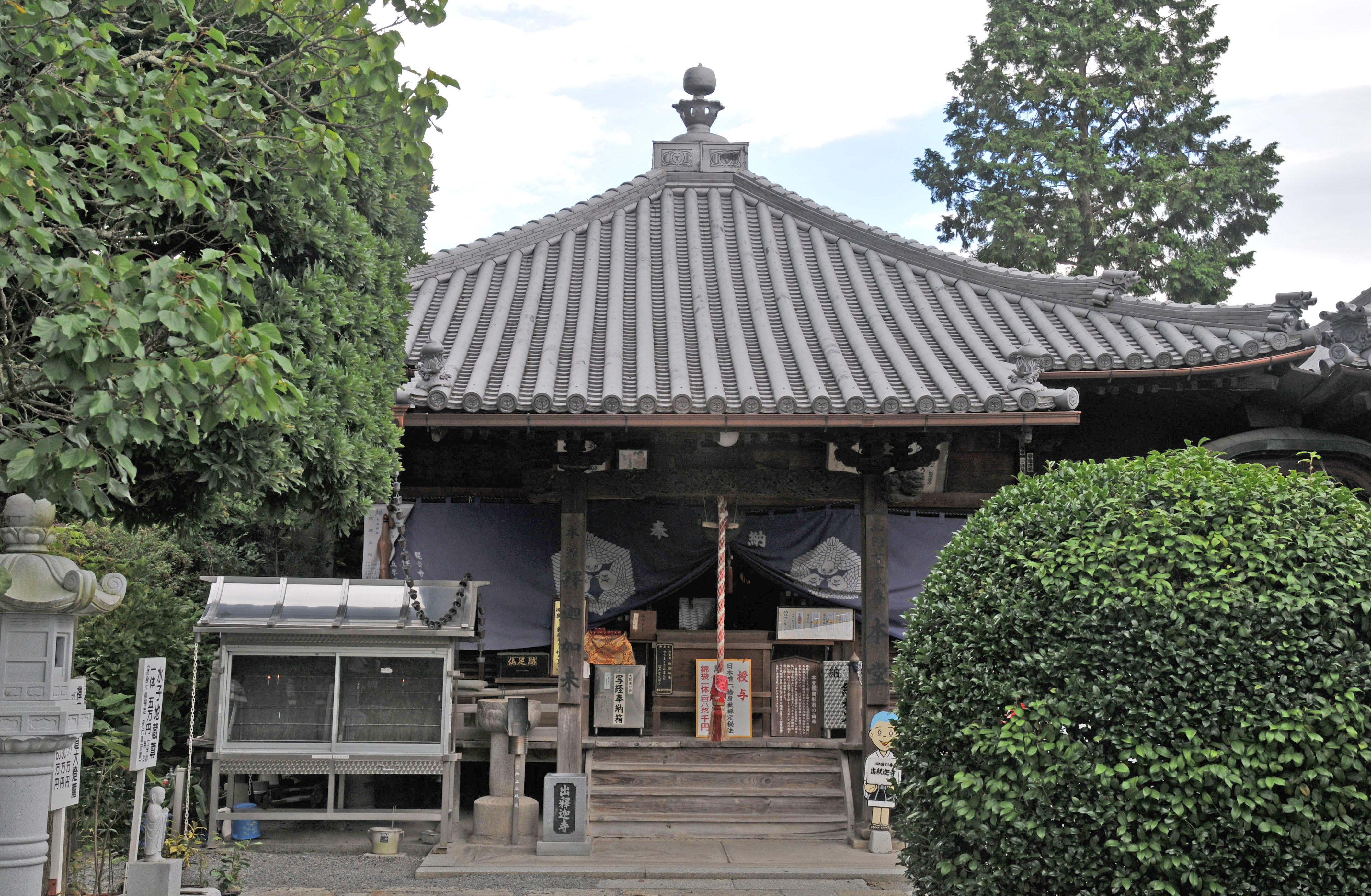
Die Haupthalle des Tempels

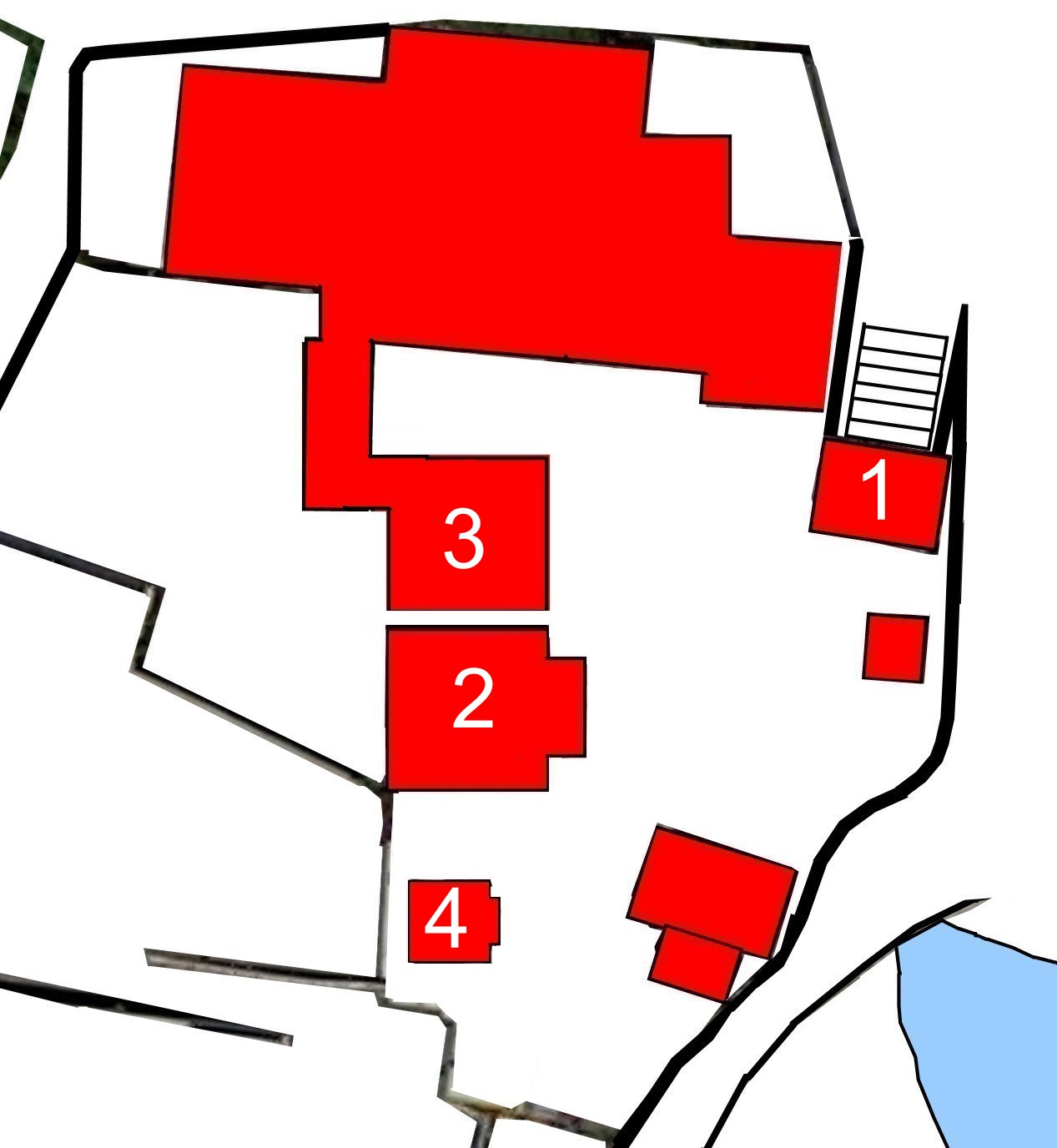
Plan des Tempels (s. Text)

Der Shusshaka-ji (japanisch 出釈迦寺) mit den Go Gahaishisan (我拝師山) und Kyūmoji (求聞待院) ist ein Tempel der Shingon-Richtung des Buddhismus in Zentsūji (Präfektur Kagawa). Er liegt auf einer Anhöhe unter dem 481 m hohen Gahaishisan, der dem Tempel seinen Namen gab. In der traditionellen Zählung ist er der 73. Tempel des Shikoku-Pilgerwegs.

## Geschichte
Es wird berichtet, das Priester Kūkai, als er 7 Jahre alt war und „Mana“ (真魚) gerufen wurde, den Gahaishi-Berg erklommen haben soll. Dort soll er gerufen haben, „Ich will den Buddhismus erlernen, um allen Menschen zu helfen. Wenn dieser Wunsch in Erfüllung gehen sollte, wird Buddha vor mir erscheinen. Ich werde mich von den Klippen des Berges hinabstürzen, um mich Buddha zu ergeben.“ Als er hinuntersprang, kamen auf einer Wolke Buddha und Engel im Federkleid und fingen ihn auf. Später schuf dann Kūkai auf dem Berg die Figur des heiligen Kokuuzō (虚空蔵菩薩).

## Anlage
Über seine steile Treppe im Norden erreicht man das Tempeltor (山門, Sammon, 1). Die Anhöhe wird auf der rechten Seite vom Mönchsquartier eingenommen. Gegenüber sind man drei Gebäude mit Pyramidendächern: in der Mitte die Haupthalle (本堂, Hondō, 2), rechts daneben die Halle, die dem Tempelgründer gewidmet ist, die Daishidō (大師堂, 3). Links, etwas entfernt und höher gelegen, steht die kleine Jizōdo (地蔵堂, 4), also der Pavillon der dem heiligen Jizō, Beschützer der Kinder, gewidmet ist.
Die Stelle, an der sich Kūkai hinabgestürzt hat, liegt hoch über dem Tempel auf dem Gahaishi und heißt „Shashigadake“ (捨身ヶ嶽), also etwa „Selbstmordklippe“.

## Schätze
In der Haupthalle wir die von Kūkai gefertigte Figur des Shaka-Buddhas mit seinen Begleitern, dem Fudō Myōō (不動明王) und Kokuuzō Bosatsu verehrt.

## Bilder

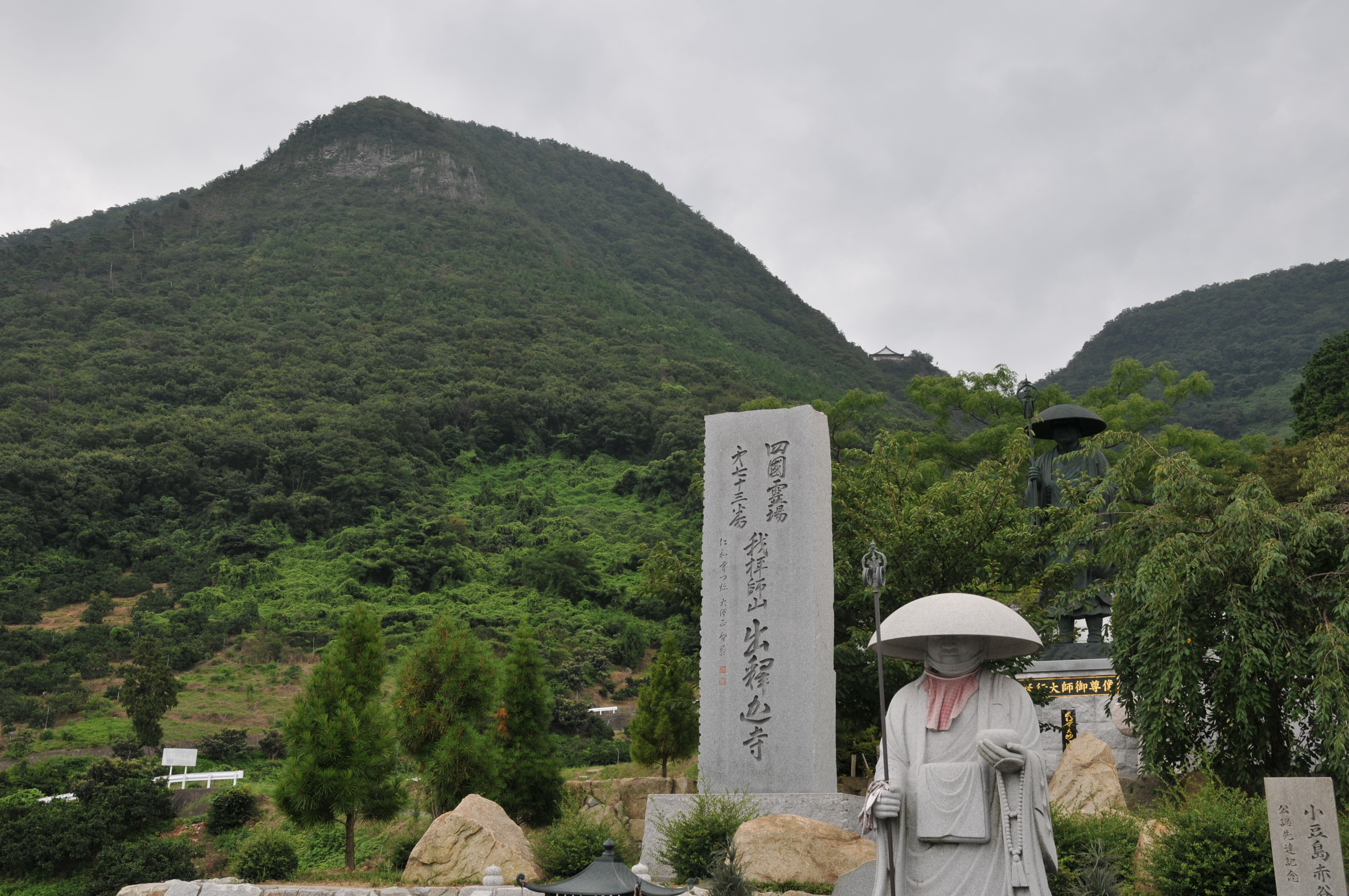
Kōbōdaishi vor Berg Gahaishi
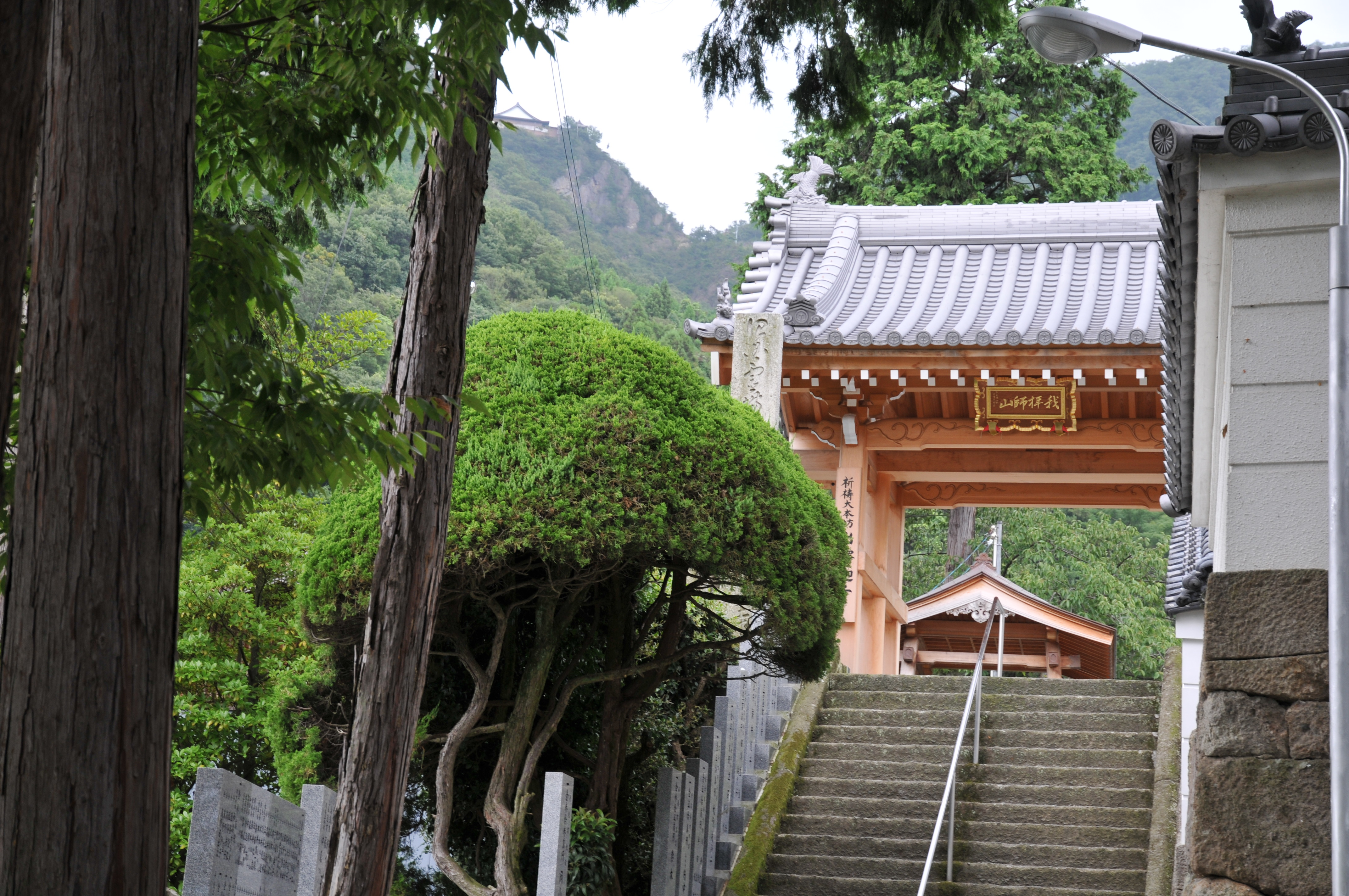
Tempeltor
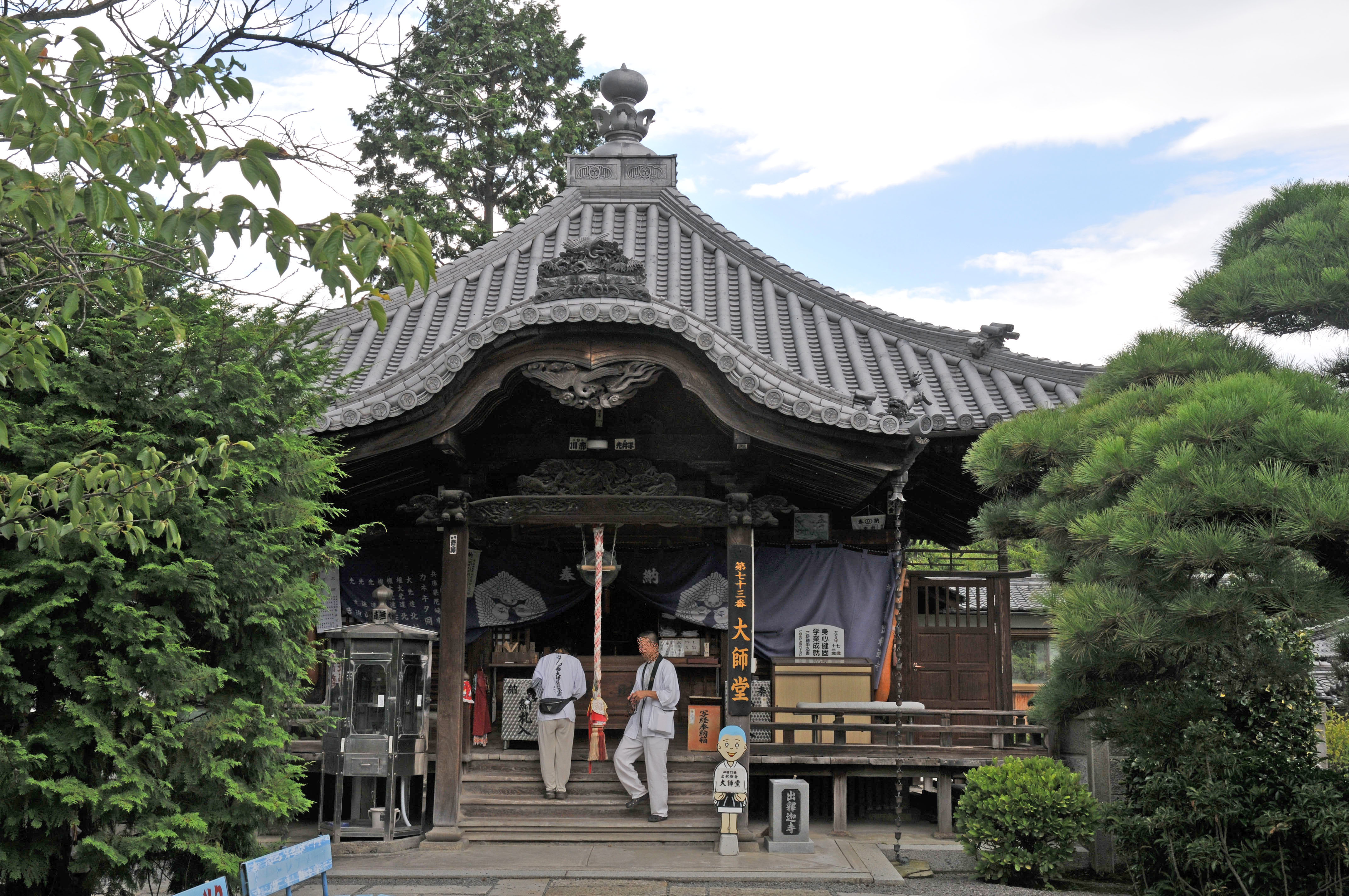
Daishidō
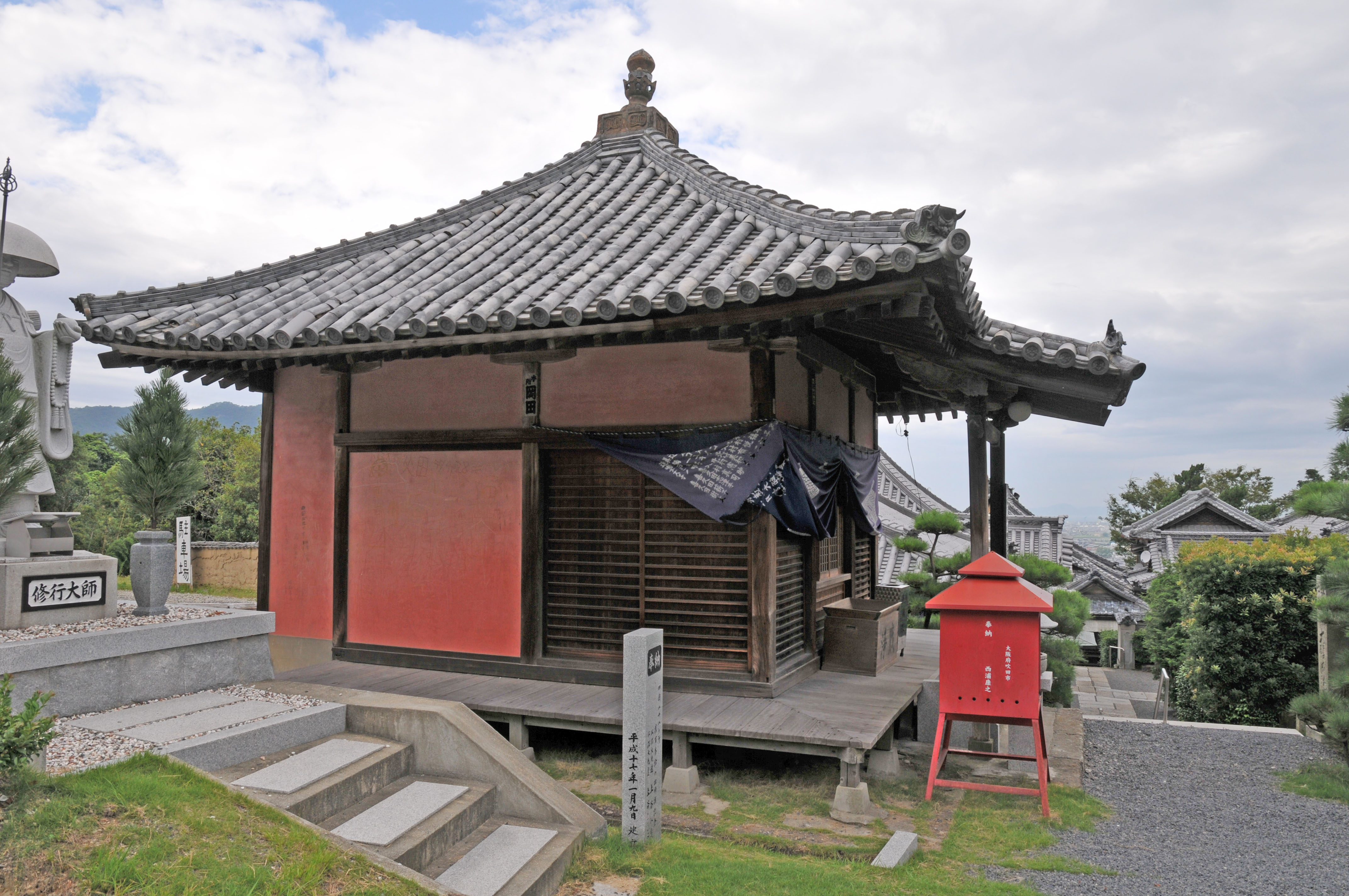
Jizōdō
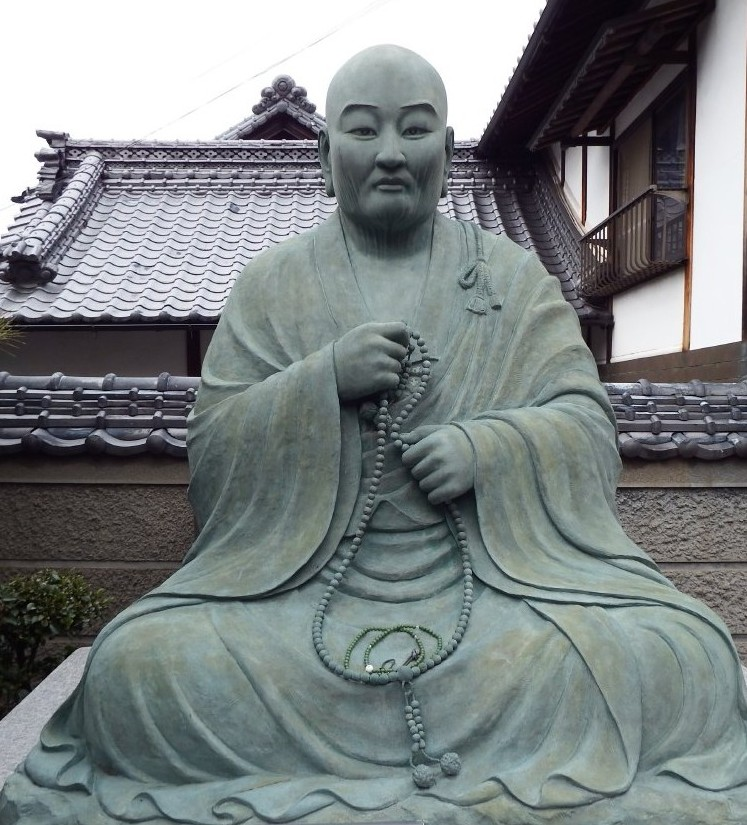
Priester Kyūmoji
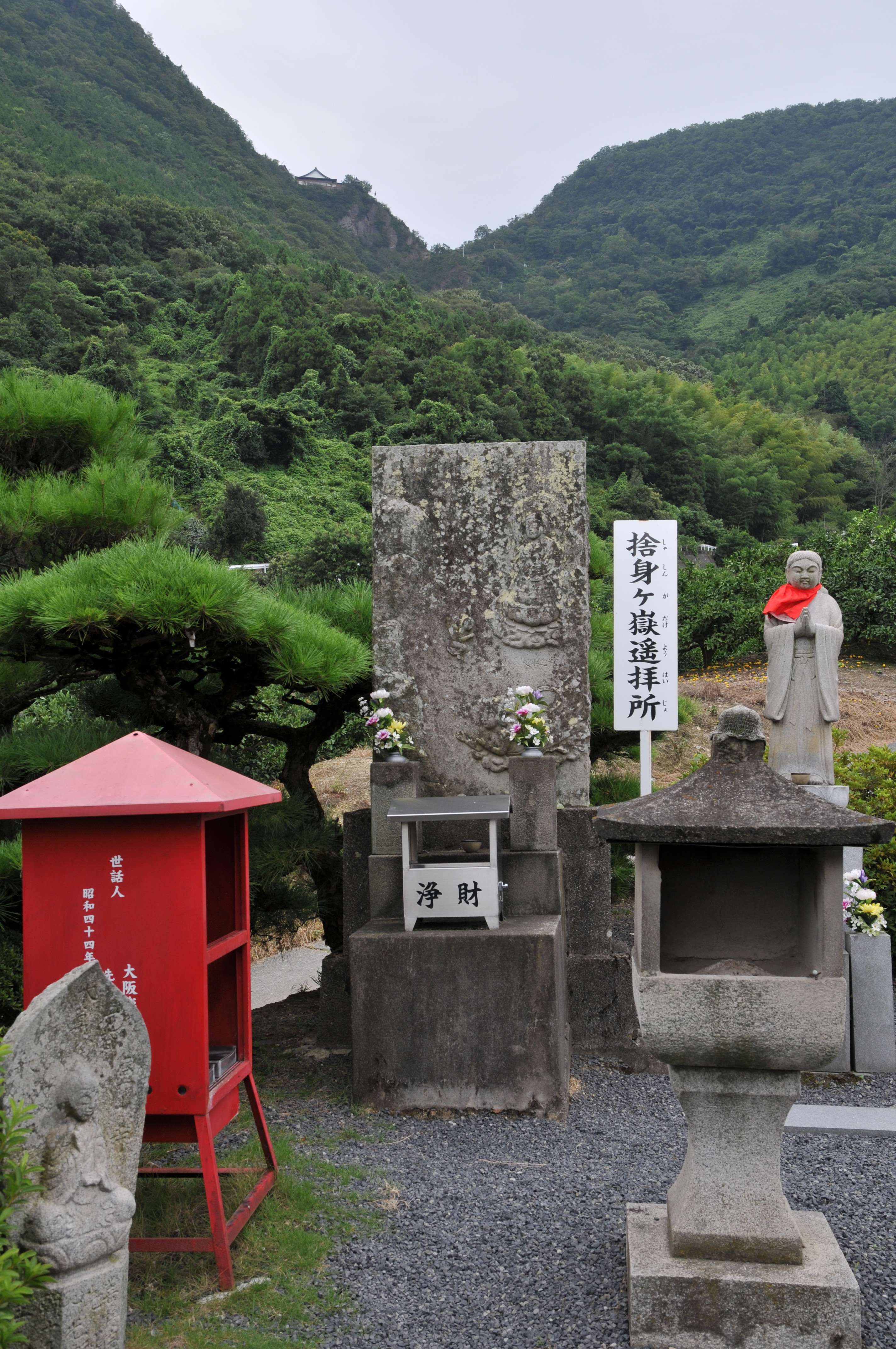
Shashin- gadake